# Retevirgula zoeciulifera
Retevirgula zoeciulifera är en mossdjursart som beskrevs av Moyano 1983. Retevirgula zoeciulifera ingår i släktet Retevirgula och familjen Calloporidae. Inga underarter finns listade i Catalogue of Life.